# Josef Pavel (plukovník)
Josef Pavel (13. prosince 1937 Náchod – 18. února 2020) byl český voják a otec Petra Pavla.
V 60. letech sloužil u radiotechnického vojska v Plané u Mariánských Lázní a v Milířích u Tachova (Rota radiového průzkumu Aš, VÚ 9420 Kladno). V roce 1973 absolvoval Vojenskou akademii A. Zápotockého v Brně. V letech 1973 až 1989 působil v 9. rotě radiového a radiotechnického průzkumu Tábor. Byl členem Komunistické strany Československa. Po sametové revoluci přestoupil na Vojenskou lékařskou akademii v Hradci Králové, kde zastával funkci důstojníka sociálního řízení.
Od roku 1964 byl Josef Pavel veden jako agent vojenské kontrarozvědky s krycím jménem Hrušovský.